# Юсова, Зоя Фёдоровна
Зо́я Фёдоровна Ю́сова (до 1968 — Косачёва; род. 1 апреля 1948, Краснодар) — советская волейболистка, игрок сборной СССР (1976). Серебряный призёр Олимпийских игр 1976, 6-кратная чемпионка СССР. Связующая. Заслуженный мастер спорта России (1998).

## Биография
Выступала за команды: до 1968 — «Динамо» (Краснодар), 1968—1979 — «Динамо» (Москва).
- 6-кратная чемпионка СССР — 1970—1973, 1975, 1977;
  - серебряный (1974) и 4-кратный бронзовый (1969, 1976[1], 1978, 1979) призёр чемпионатов СССР;
- 7-кратный победитель розыгрышей Кубка европейских чемпионов — 1969—1972, 1974, 1975, 1977.

В составе сборной СССР стала серебряным призёром Олимпийских игр 1976.
После окончания игровой карьеры работала тренером. В 1978—1980 — тренер московского «Динамо».

## Источник
- Волейбол: Энциклопедия / Сост. В. Л. Свиридов, О. С. Чехов. — Томск: Компания «Янсон», 2001.